# Liste des cours d'eau du Tchad
Cette liste recense les cours d'eau du Tchad.

## Liste

### Bassin du Lac Tchad
- Lac Tchad
  - Bahr el-Ghazal
  - Chari :
    - Bahr Aouk
    - Bahr Salamat
    - Bahr Sara
    - Bragoto
    - Logone :
      - Pendé

    - Ouham :
      - Nana Barya

### Autres bassins
- Niger
  - Bénoué
    - Mayo Kébbi

- Lac Fitri :
  - Batha